# 恩利尔-纳西尔二世
恩利尔-纳西尔二世（英語：Enlil-Nasir II）（？—前1414年），古亚述时期的亚述国王（公元前1420年—公元前1414年在位）亚述纳迪纳赫一世之兄，亚述纳迪纳赫一世死后夺位。
| 前任： 亚述纳迪纳赫一世 | 亚述国王 前1420年－前1414年 | 繼任： 亚述尼拉里二世 |